# Parydra pulvisa
Parydra pulvisa är en tvåvingeart som beskrevs av Ichiro Miyagi 1977. Parydra pulvisa ingår i släktet Parydra och familjen vattenflugor. Inga underarter finns listade i Catalogue of Life.